# Havaika berryorum
Havaika berryorum is een spinnensoort uit de familie springspinnen (Salticidae). De soort komt voor in Hawaï.